# Placuna
Placuna is een geslacht van tweekleppigen uit de familie van de Placunidae.

## Soorten
- Placuna ephippium (Philipsson, 1788)
- Placuna lincolnii (Gray, 1849)
- Placuna lobata G. B. Sowerby II, 1871
- Placuna placenta (Linnaeus, 1758)
- Placuna quadrangula (Philipsson, 1788)